# Strofa osiemnastowersowa
Strofa osiemnastowersowa – forma stroficzna, składająca się z osiemnastu linijek, połączonych różnymi układami rymów i nierzadko wyodrębniona refrenem. Podobnie jak inne strofy o długości większej od decymy strofy osiemnastowersowe występują rzadko.
Najwybitniejszy angielski poeta renesansowy, Edmund Spenser zastosował strofę osiemnastowersową w utworze Epithalamion (Pieśń weselna).
Ye learned sisters which have oftentimes
Beene to me ayding, others to adorne:
Whom ye thought worthy of your gracefull rymes,
That even the greatest did not greatly scorne
To heare theyr names sung in your simple layes,
But joyed in theyr prayse.
And when ye list your owne mishaps to mourne,
Which death, or love, or fortunes wreck did rayse,
Your string could soone to sadder tenor turne,
And teach the woods and waters to lament
Your dolefull dreriment.
Now lay those sorrowfull complaints aside,
And having all your heads with girland crownd,
Helpe me mine owne loves prayses to resound,
Ne let the same of any be envide:
So Orpheus did for his owne bride,
So I unto my selfe alone will sing,
The woods shall to me answer and my Eccho ring.
Ostatni wers ma w tym przypadku charakter refrenu.
Strofę osiemnastowersową można odnaleźć również w twórczości Francesca Petrarki:
Idę dumając. Chmurne myśli moje
Niepokój wzburza — serce ból mi miota —
A duszę dręczy tęschnota
Nie ku miłosnym sprawom, lecz ku skrusze —
Jakbym już stawał przed Wieczności wrota!
Błagałem Pana o tych skrzydeł dwoje,
Któremi w Niebios podwoje
Wolną zmaz ziemskich wznieść człek może duszę —
Lecz snadź niegodnym Łaski tej być muszę —
Bo choć się modlę, choć się w prochu korzę,
Widzę się zewsząd opuszczony srodze,
Jak ktoś, co z cudzej winy padł na drodze,
A o swej własnej sile wstać nie może!
Wiem: że dziś — jutro — o Boże!
W tobie pozyskam dróg mych przewodnika —
A jednak dreszcz mię przenika:
Aby tymczasem żądz mych obłęd luby
Nie zdołał marnie przywieść mię do zguby!
(Canzona XXI, przełożył Felicjan Faleński)
Mistrz stosowania długich strof, włoski romantyk Giacomo Leopardi, strofy osiemnastolinijkowej użył w pieśni Ultimo canto di Saffo (Ostatnia pieśń Safony). Ostatnie wersy są spięte rymem, poza tym forma jest nierymowana.
Placida notte, e verecondo raggio
della cadente luna; e tu, che spunti
fra la tacita selva in su la rupe,
nunzio del giorno; oh dilettose e care,
mentre ignote mi fûr l’Erinni e il Fato,
sembianze agli occhi miei; giá non arride
spettacol molle ai disperati affetti.
Noi l’insueto allor gaudio ravviva,
quando per l’etra liquido si volve
e per li campi trepidanti il flutto
polveroso de’ Noti, e quando il carro,
grave carro di Giove, a noi sul capo
tonando, il tenebroso aere divide.
Noi per le balze e le profonde valli
natar giova tra’ nembi, e noi la vasta
fuga de’ greggi sbigottiti, o d’alto
fiume alla dubbia sponda
il suono e la vittrice ira dell’onda.